# Wu Süe-čchien
Wu Süe-čchien (čínsky pchin-jinem Wú Xuéqiān, znaky tradiční 吳學謙; 19. prosince 1921 – 4. dubna 2008) byl čínský komunistický diplomat a politik, v 50. letech pracoval v mezinárodním oddělení svazu mládeže, poté do roku 1982 v oddělení mezinárodních vztahů ústředního výboru Komunistické strany Číny. Roku 1982 přešel do vlády na místo náměstka ministra zahraničí (1982) a ministra zahraničních věcí Čínské lidové republiky (1982–1988), státního poradce (1983–1988) a místopředsedy vlády (1988–1993). Současně působil i ve vedení KS Číny, jako člen ústředního výboru (1982–1992) a politbyra (1985–1992). Na závěr politické kariéry vykonával funkci místopředsedy celostátního výboru Čínského lidového politického poradního shromáždění (1993–1998).

## Život
Wu Süe-čchien se narodil 19. prosince 1921 v Šanghaji. V roce 1939 vstoupil do Komunistické strany Číny. V mládí se zapojil do ilegální práce KS Číny v Šanghaji, po určitou dobu působil jako zástupce tajemníka a zastupující tajemník Šanghajského studentského výboru KS Číny. v červnu 1949 byl jmenován zástupcem Čínské národní federace demokratické mládeže ve Světové federaci demokratické mládeže v Praze. Po vzniku Čínské lidové republiky pracoval v oddělení mezinárodních styků ústředního výboru Novodemokratického svazu mládeže Číny jako zástupce vedoucího a vedoucí oddělení (1949–1958). Od roku 1958 působil v oddělení mezinárodních vztahů ústředního výboru KS Číny, od roku 1978 jako zástupce vedoucího oddělení. Jako představitel svazu mládeže i komunistické strany podnikl mnoho mezinárodních cest k partnerským organizacím, zejména v Africe a západní Asii.
V dubnu 1982 byl přeložen na ministerstvo zahraničí do funkce prvního náměstka ministra. Na XII. sjezdu KS Číny v září 1982 byl zvolen členem ústředního výboru. V listopadu 1982 byl jmenován ministrem zahraničních věcí Čínské lidové republiky. V nové vládě působící od června 1983 si podržel ministerskou funkci a navíc byl jmenován státním poradcem. V září 1985 byl zvolen členem politbyra ústředního výboru KS Číny. Na XIII. sjezdu KS Číny v listopadu 1987 byl znovuzvolen do ústředního výboru a politbyra a v dubnu následujícího roku při sestavení nové vlády se stal jejím místopředsedou. K úspěchům jeho působení jako ministra zahraničí patřila zdárná jednání o uklidnění pohraničních sporů se Sovětským svazem a Indií, a zejména jednání se Spojeným královstvím o vrácení Hongkongu Číně.
Na XIV. sjezdu KS Číny v říjnu 1992 odešel z politbyra i ústředního výboru a následující rok v březnu i z vlády. Náhradou byl v březnu 1993 zvolen druhým místopředsedou celostátního výboru Čínského lidového politického poradního shromáždění. Místopředsedou zůstal jedno volební období, v březnu 1998 odešel do penze.
Zemřel v Pekingu 4. dubna 2008.